# L'Expédition du Fort King
Pour plus de détails, voir Fiche technique et Distribution.
L'Expédition du Fort King (titre original : Seminole) est un film américain réalisé par Budd Boetticher, sorti en 1953.

## Synopsis
L'officier Lance Caldwell est affecté au Fort King dans les Everglades. Il s'oppose à son supérieur, le Major Dade, à propos des projets de ce dernier de déplacer les indiens Séminoles dans une réserve. En effet, Caldwell est un ami d'enfance du chef Séminole Osceola...

## Fiche technique
- Titre original : Seminole
- Titre français : L'Expédition du Fort King
- Réalisation : Budd Boetticher
- Scénario : Charles K. Peck Jr.
- Direction artistique : Alexander Golitzen, Emrich Nicholson
- Décors : Russell A. Gausman, Joseph Kish
- Costumes : Rosemary Odell
- Photographie : Russell Metty
- Musique : Henry Mancini
- Son : Leslie I. Carey, Glenn E. Anderson
- Montage : Virgil Vogel
- Production : Howard Christie
- Société de production : Universal International Pictures
- Société de distribution : Universal Pictures
- Pays de production :  États-Unis
- Langue originale : anglais
- Format : couleur (Technicolor) — 35 mm — 1,37:1 — son Mono (Western Electric Recording)
- Genre : Western
- Durée : 89 minutes
- Dates de sortie : 
  - États-Unis : 20 mars 1953 (première à Los Angeles)
  - France :  12 mars 1954
- Affiche : Constantin Belinsky (France)

## Distribution
- Rock Hudson (VF : Claude Bertrand) : Lance Caldwell
- Barbara Hale (VF : Lily Baron) : Revere Muldoon
- Anthony Quinn (VF : Jean Clarieux) : Osceola, alias John Powell
- Richard Carlson (VF : Claude Péran) : Major Harlan Degan
- Hugh O'Brian (VF : Roger Rudel) : Kajeck
- Russell Johnson (VF : Jacques Thébault) : Lieutenant Hamilton
- Lee Marvin (VF : Jean-Henri Chambois) : Sergent Magruder
- Ralph Moody (VF : René Blancard) : Kulak
- Fay Roope : Zachary Taylor
- James Best : Caporal Gerad
- John Daheim : Scott
- Soledad Jiménez (non créditée) : Mattie Sue Thomas